# 日本の乗合タクシー運行事業者一覧
日本の乗合タクシー運行事業者一覧（にほんののりあいタクシーうんこうじぎょうしゃいちらん）では、日本国内にて乗合タクシーの運行を行う（もしくは過去に運行した）タクシー事業者を、地域別・運行形態別に列挙して一覧記事とする。
乗合タクシーの中には、タクシー型車両を使用してコミュニティバスと称して運行されるものもあり、また地方自治体が保有する自家用自動車を用いて、自家用有償旅客運送（旧80条バス）の形態で運行される場合もある。近年では地方自治体が運営するコミュニティバス（旧80条バスを含む）の廃止代替として、乗合タクシーやデマンド型交通へ転換されるケースが増えている。
なお、コミュニティバスについては日本のコミュニティバス一覧、旧80条バスについては80条バス運行事業者一覧も参照のこと。

## 運行形態
国土交通省が許可する乗合タクシーの運行形態として、以下の3種類がある。
1. 路線定期運行
路線バスと同様に路線と時刻表を定め（これを「定時定路線」という）、乗降場所として停留所を設定するもの（ただし停留所以外の場所でも乗降可能なフリー乗降区間を設ける場合もある）[1]。
2. 路線不定期運行
決まった経路を定めた上で、運行時刻は定めず、乗客の予約に応じて運行するもの。要求 (demand) に応じて運行することから「デマンド型交通」と呼ばれる[1]。経路の一部がデマンド型となっているものもこれに含まれる[1]。
3. 区域運行
通常のタクシーと同様に決まった経路を定めず、営業区域を定めてその中で、乗客が求める目的地へ輸送するもの（タクシーの相乗りに近い形態）[1]。

これら3種の各運行形態は、それぞれ路線等の面で性格が大きく異なるため、本記事では運行形態ごとに事業者一覧をまとめることとする。

## 「路線定期運行」の事業者

### 北海道・東北

#### 北海道
- 阿寒観光ハイヤ－ - 乗合タクシー布伏内線
- 中札内ハイヤー

かつて運行していた事業者
- 上士幌タクシー
- 第一ハイヤー

#### 青森県
かつて運行していた事業者
- 小泊観光タクシー

#### 宮城県
- 鹿島台タクシー - ミニバスかしまだい
- 丸一タクシー (宮城県) - ミニバスかしまだい
- 三陸タクシー - 石巻市稲井地域乗合タクシー「いない号」
- 志津川観光交通 - 南三陸町乗合タクシー
- 歌津タクシー - 南三陸町乗合タクシー
- なすやタクシー
- 五十番タクシー
- 唐桑汽船タクシー

かつて運行していた事業者
- 気仙沼交通
- 岩井崎観光タクシー

#### 秋田県
- キングタクシー
- 豊口タクシー
- 十和田タクシー
- たかのすタクシー - 愛☆のりくん
- 湯沢タクシー (秋田県)
- さとみタクシー
- 岩城タクシー
- 象潟合同タクシー

#### 山形県
- 戸沢観光タクシー

かつて運行していた事業者
- しののめ観光タクシー

#### 福島県
- 会津交通
- 田島タクシー

### 関東

#### 茨城県
- 土浦地区タクシー共同組合 - 土浦市「キララちゃん」

#### 群馬県
- 関越交通
- 赤城タクシー
- 永井運輸
- 安中タクシー
- 上信ハイヤー
- 雨沢ハイヤー
- 南牧タクシー

#### 千葉県
- 染谷交通 - 柏市「かしわ乗合ジャンボタクシー」
- 沼南タクシー - 柏市「カシワニクル」[2]
- 千代田観光 - 柏市「カシワニクル」
- 北柏交通 - 柏市「カシワニクル」
- 合同タクシー - 柏市「カシワニクル」
- 外房タクシー

かつて運行していた事業者
- 芝山タクシー

#### 東京都
- 日立自動車交通
- トーショー交通株式会社　- 小平市コミュニティタクシー「ぶるベー号」（大沼ルート、鈴木町ルート）[3]、東久留米市デマンド型交通「くるぶー」[4]
- 小平交通有限会社　- 小平市コミュニティタクシー「ぶるベー号」（栄町ルート）[3]
- 南観光交通 - 日野市丘陵地ワゴンタクシー「かわせみGO」[5]

### 中部

#### 新潟県
- 東港タクシー - 新潟市「区バス」北区
- 富士タクシー (新潟県) - 新潟市「区バス」北区
- さくら交通 (新潟県) - 茅野山・早通乗合バス
- 柏崎タクシー - 柏崎市高柳地区「ちょっこら便」
- 小千谷タクシー・中央タクシー（共同運行） - 小千谷市塩谷線の一部便[6]

- 糸魚川市コミュニティバス[7]
  - ツカダ運輸 - 能生地域 各線の往路便、青海地域の一部路線
  - 糸魚川タクシー - 糸魚川地域の一部路線

かつて運行していた事業者
- 「小出まちなか循環線」（市内5社による共同運行） - 魚沼市小出地域[8]

#### 福井県
- 福井鉄道 - 赤十字病院線
- 光タクシー (福井県) - 殿下かじかポッポー（殿下地域コミュニティバス運行協議会）、福井市乗合タクシー（本郷ルートの一部区間を除く）
- 高志観光バス - あおぞらくん（えちぜん鉄道）
- 福井交通（京福グループ） - 鷹巣・棗ふくふく号（鷹巣・棗地域コミュニティバス運行協議会）
- ケイカン交通（京福グループ） - 坂井市「ぐるっと坂井」
- 鯖江交通 - 鯖江市「つつじバス」ジャンボタクシー便
- 大野旅客自動車（大野タクシー） - 大野市乗合タクシー（小山・木本堀兼線の定時便）
- 勝山交通（勝山タクシー） - 勝山市乗合タクシー（一部路線・便・区間）
- 大福交通 - 勝山市乗合タクシー（一部路線・便・区間）
- 今庄タクシー - 南越前町今庄地区住民利用バス（一部曜日・路線）

#### 山梨県
- 山梨交通　- 甲斐市民バス（ジャンボタクシー使用路線）、身延町「みのぶ乗合タクシー[9]」
- 富士急山梨ハイヤー　- 馬返バス

#### 長野県
- アルピコタクシー長野 - 長野市乗合タクシー
- 松代タクシー株式会社[10] - 長野市乗合タクシー
- アルピコタクシー茅野

かつて運行していた事業者
- つばめタクシー (長野県)
- 中央タクシー (長野県)
- 長野観光自動車

#### 静岡県
- 富士急静岡タクシー - 三島市コミュニティバス「きたうえ号」
- 戸田交通
- 袋井交通 - 袋井市「フーちゃん号」
- 袋井タクシー - 袋井市「フーちゃん号」
- 石川タクシー富士 - 富士市コミュニティバス
- 富士交通 - 富士市コミュニティバス
- シンフジハイヤー - 富士市コミュニティバス
- 石川タクシー富士宮 - 宮バス
- 岳南自動車 - 宮タク（山本エリア）
- ホンダタクシー - 宮タク（安居山エリア）
- 篠原タクシー - 宮タク（山宮エリア）
- 遠鉄タクシー - 浜松市自主運行バス
- 水窪タクシー - ふれあいバス（佐久間、水窪）

#### 岐阜県
- 平和コーポレーション - 恵那市自主運行バス、瑞浪市デマンド交通
- 新太田タクシー - 可児市コミュニティバス「電話で予約バス」、あい愛バス
- 可児タクシー - 可児市コミュニティバス「電話で予約バス」
- スイトトラベル - 海津市デマンド交通

#### 愛知県
- 名鉄西部交通 - 江南市「いこまいCAR」
- あおい交通 - ミゴン
- 岡東交通　- 岡崎市「ほたるバス」
- 東海交通　- 豊橋市地域生活バス・タクシー
- 豊鉄タクシー　- 豊橋市地域生活バス・タクシー、豊川市コミュニティバス、新城市Sバス、田原市ぐるりんミニバス
- 渥美交通　- 田原市ぐるりんミニバス

かつて運行していた事業者
- 都市交通名古屋 - 西春くるくるタクシー

#### 三重県
- 三重名鉄タクシー

### 近畿

#### 大阪府
- 国際興業大阪 - 淀川区乗合タクシー
- 大阪第一交通 - 堺市乗合タクシー

#### 京都府
- 彌榮自動車 - 雲ケ畑バス「もくもく号」

#### 兵庫県
- 日本交通 (三田市)

#### 和歌山県
- 港タクシー (和歌山県) - 日高川町乗合タクシー
- 末広タクシー (和歌山県)

かつて運行していた事業者
- 川辺タクシー (和歌山県) - 川辺町オレンジタクシー

### 中国

#### 鳥取県
- 日本交通 (鳥取県)
- 鳥取自動車
- 中央タクシー（鳥取）
- 倉吉交通
- 日ノ丸ハイヤー
- あおやタクシー
- 大森タクシー (鳥取県)
- 旭タクシー (鳥取県)
- サービスタクシー (鳥取県)
- いなばタクシー
- 由良タクシー (鳥取県)

#### 島根県
- 益田タクシー - 益田市乗合タクシー
- 日本交通 (島根県) - 松江市コミュニティバス、益田市乗合タクシー
- 双葉タクシー (島根県) - 松江市コミュニティバス
- ミツワタクシー (島根県) - 松江市コミュニティバス
- Fromハート - 萩・石見空港連絡乗合タクシー

かつて運行していた事業者
- 八海タクシー - 松江市コミュニティバス

#### 岡山県
- 皿井タクシー - 赤磐市市民乗合タクシー
- 中田石油店（とみタクシー） - 富乗合タクシー

かつて運行していた事業者
- 両備運輸

#### 広島県
- 安全タクシー (広島県)
- やぐちタクシー - やぐち思いやりタクシー
- カオル交通
- 祇園交通 - 山本地区乗合タクシー
- 大朝交通
- 宮島カープタクシー - 宮島乗合タクシー「メイプルライナー」
- 東広島タクシー - ふくふくしゃくなげ号
- 高屋タクシー - ふくふくしゃくなげ号

かつて運行していた事業者
- 北広島タクシー
- 宮島交通

#### 山口県
- 秋芳タクシー - かるすとタクシー
- 秋芳洞第一交通 - かるすとタクシー
- 新日本観光自動車 (山口県) - 長門市乗合タクシー
- 富士第一交通 - 長門市乗合タクシー
- 長門山電タクシー - 長門市乗合タクシー
- エフ第一交通 - 山口市コミュニティタクシー小郡地区
- 湯田都タクシー - 山口市コミュニティタクシー小郡地区
- 大隅タクシー - 山口市コミュニティタクシー宮野地区
- 秋穂タクシー - 山口市コミュニティタクシー秋穂地区
- 嘉川タクシー - 山口市コミュニティタクシー嘉川地区・佐山地区
- 山口交通 (山口県) - 山口市コミュニティタクシー小鯖地区
- 山野タクシー - 山口市コミュニティタクシー小鯖地区
- 中央交通 (山口県) - 山口市コミュニティタクシー阿知須地区
- 宇部相互タクシー - 山口市コミュニティタクシー阿知須地区
- 徳佐タクシー
- 萩近鉄タクシー - 萩・石見空港連絡乗合タクシー

### 四国

#### 香川県
- 平成タクシー (香川県) - 高松市「高松西部地区乗合タクシー」
- 日新タクシー - 高松市「高松西部地区乗合タクシー」
- 東讃交通 - 高松市山田地区乗合タクシー「のりまあせ」
- スミレタクシー - 坂出市「東山魁夷せとうち美術館乗合タクシー」

#### 愛媛県
- 常盤タクシー - 今治市「今治市乗合タクシー」

かつて運行していた事業者
- 奥伊予観光
- 三崎自動車
- 豊予タクシー

#### 高知県
- 東洋ハイヤー - 東洋町「東洋町地域路線バス」

### 九州・沖縄

#### 福岡県
- 第一観光バス (福岡県) - 北九州市「おでかけ交通」
- 平尾台観光タクシー - 北九州市「おでかけ交通」
- 光タクシー (北九州市) - 北九州市「おでかけ交通」
- MGタクシー - 直方市コミュニティバス、宮若市乗合タクシー
- 筑豊タクシー - 直方市コミュニティバス
- 松川タクシー (福岡県) - 宮若市乗合タクシー
- 飯倉タクシー - 福岡市早良区板屋地区乗合タクシー
- 吉富タクシー - 築上東部乗合タクシー
- 甘木観光バス - 甘木市街地循環線
- 北野猪口タクシー - 久留米市「よりみちバス」
- 安全タクシー - 久留米市「よりみちバス」
- 金島タクシー - 久留米市「よりみちバス」
- 丸金タクシー - 久留米市「よりみちバス」
- 宗像西鉄タクシー - 宗像市コミュニティバス
- 太宰府タクシー - 地域サポートカー「まほろば号」
- 福岡西鉄タクシー - 橋本駅循環バス
- 福岡昭和タクシー

#### 佐賀県
- 橋間自動車（天満タクシー） - あいのりタクシー
- キングタクシー (佐賀県) - 白石町「いこカー」
- 錦タクシー (佐賀県) - 白石町「いこカー」
- 天満福富交通 - 白石町「いこカー」
- 鳥栖構内タクシー- 鳥栖市ミニバス
- 久留米西鉄タクシー- 鳥栖市ミニバス
- ジョイックス交通- 神埼市巡回バス
- 再耕庵タクシー
- 昭和タクシー (佐賀県)

#### 長崎県
- ラッキー自動車 - 長崎市乗合タクシー
- 丸寿タクシー - 長崎市乗合タクシー
- 文化タクシー (長崎県) - 長崎市乗合タクシー
- 城山タクシー - 長崎市乗合タクシー
- 吾妻タクシー - 雲仙市乗合タクシー
- 今坂タクシー - 雲仙市乗合タクシー
- 小浜温泉タクシー - 雲仙市乗合タクシー
- 前田タクシー (長崎県) - 雲仙市乗合タクシー
- 平成観光タクシー (長崎県) - 雲仙市仁田峠乗合タクシー
- 本多観光バス・タクシー - 雲仙市予約制タクシー
- 国見港湾観光タクシー - 雲仙市予約制タクシー
- 瑞穂町タクシー - 雲仙市予約制タクシー
- 大波止タクシー - 福江商店街巡回バス
- 五島タクシー - 福江商店街巡回バス
- 五島観光タクシー - 福江商店街巡回バス
- 西海タクシー (長崎県) - 福江商店街巡回バス、シルバータクシー長崎空港線
- 津吉タクシー

#### 熊本県
- 中央タクシー (熊本県) - あさぎり町乗合タクシー
- 人吉観光交通 - あさぎり町乗合タクシー
- 御所浦タクシー

#### 大分県
- 宇佐参宮タクシー - 豊後高田市民乗合タクシー
- 高田太陽交通 - 豊後高田市民乗合タクシー
- 桂タクシー (大分県) - 豊後高田市民乗合タクシー
- 香国タクシー - 豊後高田市民乗合タクシー

#### 宮崎県
- 宮交タクシー
- あさひ観光
- 大洋タクシー (宮崎県)
- 神門タクシー
- 高原こすもす交通
- おくつタクシー
- 中央タクシー (宮崎県)

かつて運行していた事業者
- 日之影タクシー

#### 鹿児島県
- 末吉タクシー (鹿児島県) - 曽於市思いやりタクシー末吉地区
- 大隅鹿児島交通タクシー - 曽於市思いやりタクシー末吉・大隅地区
- 財部タクシー - 曽於市思いやりタクシー財部地区
- 宝タクシー (鹿児島県) - 曽於市思いやりタクシー財部地区
- 大川原タクシー - 曽於市思いやりタクシー財部地区
- 大保タクシー - 曽於市思いやりタクシー大隅地区
- 中馬タクシー - 曽於市思いやりタクシー大隅地区
- 川内観光交通 - 薩摩川内市東郷地域「ゆったり号」
- 第一交通（川内） - いちき串木野市いきいきタクシー（市来地域）
- 富士タクシー (鹿児島県)
- 入来タクシー
- 石澤タクシー
- 伊藤タクシー (鹿児島県)

## 「路線不定期運行」の事業者

### 北海道
- 小鳩交通 - 留萌本線廃線区間の留萌駅 - 増毛駅間で、路線バスの運行がない早朝・夜間のみ予約制で運行

### 中部

#### 新潟県
- 小千谷タクシー・中央タクシー（共同運行） - 小千谷市（塩谷線の一部便をのぞく）[6]
- 長岡市

  - 小千谷タクシー - 長岡市小国地域生活交通 八王子線・法末線[11]
  - 秋葉タクシー - 栃尾地域「景虎号」西谷線・塩谷線[12]
  - 栃尾タクシー - 栃尾地域「景虎号」東谷線[12]
- 糸魚川市コミュニティバス[7]
  - ツカダ運輸 - 能生地域 各線の復路便、青海地域の一部路線
  - 糸魚川タクシー - 糸魚川地域の一部路線
  - 早川観光タクシー - 糸魚川地域の一部路線
- 魚沼市[13]
  - 観光タクシー - 広神地域、堀之内地域、湯之谷地域

#### 富山県
- 石動タクシー - 小矢部市乗合タクシー
- 津沢タクシー - 小矢部市乗合タクシー
- 高岡交通 - 小矢部市乗合タクシー

#### 福井県
- 光タクシー (福井県) - 福井市乗合タクシー本郷ルート（一部区間）
- 福井交通（京福グループ） - ほやほや号（京福バス・福井市・越前町）
  - 2012年11月1日から3年程度行われた社会実験[14]
- 大野旅客自動車（大野タクシー） - 大野市乗合タクシー小山・木本堀兼線（定時便以外）
- 勝山交通（勝山タクシー） - 勝山市乗合タクシー（一部路線・便・区間）
- 大福交通 - 勝山市乗合タクシー（一部路線・便・区間）
- 今庄タクシー - 南越前町「今庄地区住民利用バス」（一部曜日・路線）

#### 山梨県
- 富士急山梨ハイヤー　- 都留市予約型乗合タクシー「つる〜と東桂」「つる〜と盛里」[15]

#### 長野県
- アップルキャブ　- いいだ愛のりタクシー[16]
- 朝日交通　- いいだ愛のりタクシー
- 飯田風越タクシー　- いいだ愛のりタクシー
- 北部タクシー　- いいだ愛のりタクシー
- 天竜観光タクシー　- いいだ愛のりタクシー
- 遠山タクシー　- いいだ愛のりタクシー

#### 静岡県
- 遠鉄タクシー - 天竜ふれあいバス
- 静鉄タクシー - 藤枝市バス停型乗合タクシー
- キングタクシー静岡 - 藤枝市バス停型乗合タクシー

#### 岐阜県
- 新太田タクシー - 可児市コミュニティバス「電話で予約バス」
- 可児タクシー - 可児市コミュニティバス「電話で予約バス」、ふれあいバス (御嵩町)「ふれあい予約バス」

#### 愛知県
- 名古屋近鉄タクシー　- 飛島乗合タクシー
- 豊鉄タクシー - 愛のりくん
- 東海交通 - 愛のりくん

#### 三重県
- 三重交通 - おかげバスデマンド

### 九州

#### 福岡県
- 矢野タクシー - 朝倉市コミュニティバス

## 「区域運行」の事業者

### 北海道・東北

#### 北海道
- 旭川中央交通 - 「のり。タク」米飯線[17]

#### 岩手県
- 有限責任事業組合（LLP） 一戸町デマンド交通 - 一戸町いちのへ いくべ号
  - 構成員：岩手県北自動車（一戸営業所）、中山タクシー、丸由タクシー、一戸観光タクシー、一戸町

#### 宮城県
- 草間 - 角田市「ラビット号」
- 角田タクシー - 角田市「ラビット号」

### 関東

#### 茨城県
- 登坂タクシー - つくば市「つくタク」
- 植松タクシー - つくば市「つくタク」
- 大曽根タクシー - つくば市「つくタク」
- 新栄タクシー - つくば市「つくタク」
- フジ急 - つくば市「つくタク」
- 旭タクシー - つくば市「つくタク」
- 上郷タクシー - つくば市「つくタク」
- 新興タクシー - つくば市「つくタク」
- 土浦タクシー - つくば市「つくタク」
- 関鉄土浦タクシー - つくば市「つくタク」
- 中央タクシー - つくば市「つくタク」
- 天川タクシー - つくば市「つくタク」
- さとうタクシー - つくば市「つくタク」
- 荒川沖ハイヤー - つくば市「つくタク」
- つくばタクシー - つくば市「つくタク」

#### 千葉県
- 潤井戸タクシー（市原市）
- 小湊タクシー（市原市）

#### 神奈川県
- 山口自動車　- 吉野・与瀬地区、内郷地区、根小屋地区 乗合タクシー（相模原市）
- 秦野交通

### 中部

#### 新潟県
- 寺泊交通 - 長岡市寺泊地域「寺泊まりん号」・和島地域「わし麻呂号」[18]
- （事業者不明） - 燕市・弥彦村 「おでかけきららん号」[19]
- 上越市予約型コミュニティバス[20]

  - 浦川原タクシー - 安塚区
  - 東頸バス - 浦川原区、大島区、牧区
  - 頸城ハイヤー - 板倉区
- 魚沼市[13]
  - ネクスト・モビリティ - 小出地域
  - 観光タクシー - 守門地域

#### 富山県
- 大和交通 (富山県) - 富山市「大沢野シルバータクシー」
- 富山地鉄タクシー - 富山市「大庄地区デマンドタクシー」
  - 2012年10月1日から2013年3月31日までの試行運行[21]
- 大門タクシー - 射水市デマンドタクシー

#### 石川県
- 港観光バス - ふるさとタクシー（能登空港利用促進協議会）
- スズ交通 - ふるさとタクシー（能登空港利用促進協議会）
- めだか交通 - ふるさとタクシー（能登空港利用促進協議会）
- 中島タクシー - ふるさとタクシー（能登空港利用促進協議会）
- 能登金剛交通 - ふるさとタクシー（能登空港利用促進協議会）

#### 福井県
- 高志タクシー - テクノポート号（えちぜん鉄道）
- 高浜交通 - 高浜町「赤ふんバス」

#### 静岡県
- 遠鉄タクシー - いなさみどりバス なおとら線

#### 岐阜県
- 豊タクシー - 岩村デマンド交通「よやくる号」

#### 三重県
- 亀山交通　- 亀山市乗合タクシー「のりかめさん」
- 関タクシー　- 亀山市乗合タクシー「のりかめさん」

### 中国

#### 島根県
- Fromハート - どんちっちタクシー、かなぎふれあい号、さんさん号
- 弥栄総合企画 - やうね号
- フォーブル - 萩・石見空港連絡乗合タクシー

### 九州

#### 福岡県
- 久留米西鉄タクシー - 佐賀空港リムジンタクシー
- こだまタクシー - 佐賀空港リムジンタクシー
- 初島タクシー - 佐賀空港リムジンタクシー
- 柳川西鉄タクシー - 佐賀空港リムジンタクシー
- 有明交通 - 佐賀空港リムジンタクシー
- 渕上タクシー - 佐賀空港リムジンタクシー
- 大靏タクシー - 佐賀空港リムジンタクシー
- ニコニコ筑後タクシー - 佐賀空港リムジンタクシー
- 瀬高タクシー - 佐賀空港リムジンタクシー
- ニコニコタクシー - 佐賀空港リムジンタクシー
- 森山タクシー - 佐賀空港リムジンタクシー
- 旭タクシー - 佐賀空港リムジンタクシー
- 丸金タクシー - 佐賀空港リムジンタクシー
- 蒲池自動車 - 広川町ふれあいタクシー
- 堀川バス - 広川町ふれあいタクシー、八女市「ふる里タクシー」
- 川島タクシー（福岡県八女市） - 八女市「ふる里タクシー」
- 甘木観光バス - 朝倉市あいのりタクシー
- 矢野タクシー - 朝倉市あいのりタクシー
- ひまわりタクシー - 朝倉市あいのりタクシー
- 西日本鉄道 - 福岡市東区・AI活用型デマンドバス「のるーと」[22]
- 宗像西鉄タクシー - 宗像市AI活用型デマンドバス「のるーと日の里」
- 新星交通 - 宗像市AI活用型デマンドバス「のるーと日の里」
- 木村タクシー - 宇美町AI活用型デマンドバス「のるーと宇美」
- 合屋タクシー - 宇美町AI活用型デマンドバス「のるーと宇美」

#### 佐賀県
- 佐賀タクシー - 佐賀空港リムジンタクシー
- 小城タクシー - 佐賀空港リムジンタクシー
- 昭和タクシー - 佐賀空港リムジンタクシー
- 橋間自動車 - 佐賀空港リムジンタクシー
- 武雄タクシー - 佐賀空港リムジンタクシー
- 温泉タクシー - 佐賀空港リムジンタクシー
- 再耕庵タクシー - 佐賀空港リムジンタクシー
- 吉野ヶ里観光タクシー - 佐賀空港リムジンタクシー
- 西肥亀の井タクシー - 佐賀空港リムジンタクシー
- 有田タクシー - 佐賀空港リムジンタクシー
- 大町観光タクシー - 佐賀空港リムジンタクシー
- 錦タクシー - 佐賀空港リムジンタクシー
- ユタカタクシー - 佐賀空港リムジンタクシー
- キングタクシー - 佐賀空港リムジンタクシー